# علم الإنسان البصري

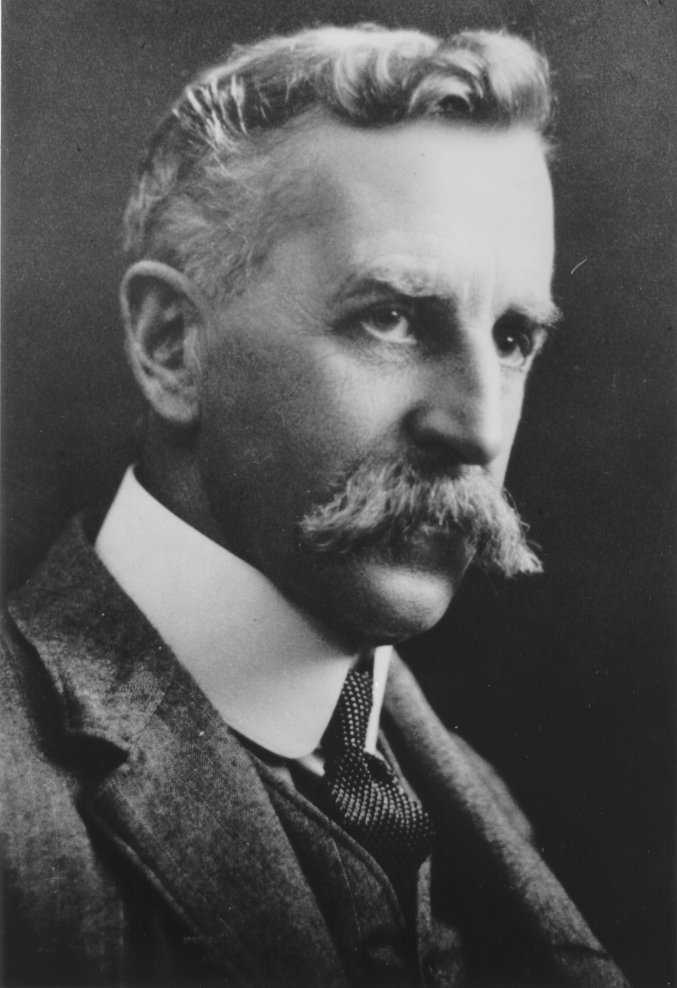
عالم النبات والأنثروبولوجيا البريطاني والتر بالدوين سبنسر (1860-1929)

علم الإنسان البصري أو الأنثروبولوجيا البصرية (بالإنجليزية: Visual anthropology)‏ هو حقل فرعي من حقول علم الإنسان الاجتماعي يُعنى، جزئيًا، بدراسة وإنتاج الصور الفوتوغرافية، والأفلام، ومنذ منتصف التسعينيات، الإعلام الجديد، الخاصة بوصف الأعراق البشرية (الإثنوغرافيا). بدأ مؤرخو العلم والثقافة البصرية باستخدامه مؤخرًا. رغم الخلط الخاطئ بينها وبين الأفلام الإثنوغرافية، تنطوي الأنثروبولوجيا البصرية على ما هو أكثر بكثير، من ضمن ذلك الدراسة الأنثروبولوجية لكل التمثيلات البصرية مثل الرقص وصنوف الأداء الأخرى، والمتاحف والأرشفة، وكافة الفنون البصرية، وإنتاج وسائل الإعلام وتلقيها. تشكل تواريخ وتحليلات تمثيلات تخص العديد من الثقافات جزءًا من الأنثروبولوجيا البصرية: تتضمن مواضيع البحث الرسومات الرملية، والوشوم، والمنحوتات والنقوش، ورسومات الكهوف، والسكريمشو، والحلي، والكتابات الهيروغليفية، والرسومات والصور. دراسات الرؤية البشرية من اختصاص هذا الحقل الفرعي أيضًا، وخصائص الوسائط، والعلاقة بين الشكل البصري والوظيفة، والاستخدامات التعاونية المُعمول بها للتمثيلات البصرية. تصف الأنثروبولوجيا متعددة الوسائط المنعطف الأخير في هذا الحقل الفرعي، الذي يتناول كيفية إعادة التكنولوجيات الصاعدة مثل الواقع الافتراضي الغامر، والواقع المعزز، وتطبيقات الهواتف المحمولة، وشبكات التواصل الاجتماعي، والألعاب والأفلام والتصوير والفن، تشكيل البحث والممارسة والتعليم الأنثروبولوجي.

## تاريخه
استخدم علماء الإثنولوجيا الصور الفوتوغرافية كأداة بحث قبل نشوء الأنثروبولوجيا بصفتها فرع دراسة أكاديمي في ثمانينيات القرن التاسع عشر. أجرى علماء الأنثروبولوجيا وغيرهم الكثير من هذا العمل انطلاقًا من إنقاذ الإثنوغرافيا أو في محاولات لترك مراجع للأجيال القادمة عن أساليب حياة المجتمعات التي يُزعم زوالها. (انظر صور الأمريكيين الأصليين الفوتوغرافية التي التقطها إدوارد كورتيس، على سبيل المثال).
يتشابك تاريخ صناعة الأفلام الأنثروبولوجية مع تاريخ صناعة الأفلام الوثائقية غير الخيالية، رغم أن أفلام الخيال الإثني قد تُعتبر نوعًا فرعيًا من الأفلام الإثنوغرافية. صُنعت بعض أوائل الأفلام السينمائية الإثنوغرافية بمعدات لوميير (ركوب الفيل في بنوم بنه، 1901). أصبح روبرت فلاهيرتي، وقد اشتُهر على الأرجح بأفلامه التي تؤرخ حيوات شعوب القطب الشمالي (نانوك الشمالي، 1922)، صانع أفلام في عام 1913 عندما اقترح عليه مديره أن يأخذ كاميرا ومعدات معه في بعثة استكشافية ناحية الشمال. ركز فلاهيرتي على سبل الحياة «التقليدية» لشعب الإسكيمو، مُغفلًا بعض الاستثناءات من علامات الحداثة بين موضوعات أفلامه (إلى درجة رفضه استخدام بندقية للمساعدة في قتل فظ كان يقتله مُخبروه برماح بينما كان يصورهم، وفقًا لبارنو؛ وصل هذا المشهد إلى نانوك حيث كان بمثابة دليلٍ على حضارتهم «المحتفظة ببساطتها القديمة». استمر هذا النمط في العديد من الأفلام الإثنوغرافية اللاحقة (انظر الطيور الميتة لروبرت غاردنر كمثال).
بحلول أربعينيات وأوائل خمسينيات القرن التاسع عشر، كان علماء أنثروبولوجيا مثل هورتينس باودرميكر، وغيرغوري باتيسون، ومارغريت ميد (نشوة ورقص في بالي، 1952) وميد ورودا ميترو، ناشرا (دراسة الحضارة عن بعد، 1953) يقدمون وجهات نظر أنثروبولوجية للتأثير على وسائل الإعلام الجماهيرية والتمثيل البصري. يشير كارل جي. هيدر في إصداره المنقح من فيلم إثنوغرافي (2006) أن تاريخ الأنثروبولجيا البصرية، بعد باتيسون وميد، يُعرّف «بالأعمال الأساسية لأربعة رجال كانوا نشطين لمعظم النصف الثاني من القرن العشرين وهم: جان روش، وجون مارشال، وروبرت غاردنر، وتيم أش. بالتركيز على الأربعة أولاء، يمكننا رؤية شكل الفيلم الإثنوغرافي» (الصفحة 15). أضاف العديد، من بينهم بيتر لوازو، اسم المؤلف وصانع الأفلام ديفيد مكدوغال إلى هذه المجموعة المنتقاة.